# Выборы в Нигере
Выборы в Нигере основаны на особенностях президентско-парламентской республики с многопартийной системой. Наиболее важными регулярными выборами в Нигере являются прямые выборы президента республики и выборы в Национальное собрание.

## История
Первые выборы проходили во французскую колониальную эпоху, когда Нигер был преобразован из колонии в заморскую территорию в 1946 году. Система избирательных коллегий первоначально отдавала предпочтение гражданам из метрополии Франции, пока в 1956 году не было введено всеобщее избирательное право на основе закона о деколонизации французской Африки Гастона Деффера.. Первоначальная многопартийная система была отменена незадолго до обретения Нигером независимости в 1960 году. Во время Первой республики (1960—1974) с однопартийной системой и единственной Прогрессивной партией Нигера — Африканским демократическим объединением проводились только безальтернативные выборы. Во период военной хунты (1974—1989) при Высшем военном совете выборы вообще не проводились. В 1993 году была восстановлена многопартийность. С тех пор выборы в Нигере были в основном свободными и справедливыми, и их результаты в целом принимаются всеми участниками кампании. Исключениями с явными манипуляциями на выборах и бойкотами выборов были периоды Четвертой республики (1996—1999) и Шестой республики (2009—2010).

## Избирательная система
Право голоса имеют все граждане Нигера, достигшие 18-летнего возраста. Независимый орган, Национальная независимая избирательная комиссия, отвечает за организацию, управление и мониторинг избирательного процесса. Юрисдикция, ответственная за президентские и парламентские выборы, принадлежит Конституционному суду.

### Президентские выборы
Президент Республики избирается всеобщим свободным прямым равным и тайным голосованием сроком на пять лет. Переизбрание возможно только один раз. Регулирование сроков полномочий и переизбрания имеет первостепенное значение в Конституции, поскольку это закреплено в пункте, не подлежащим изменению. Право быть избранным имеют граждане Нигера не младше 35 лет. Они должны быть физически и психически здоровыми и демонстрировать свою нравственность. Если ни один из кандидатов не получает абсолютного большинства в 1-м туре голосования, проводится 2-й тур голосования с двумя кандидатами, получившими наибольшее количество голосов, из которых кандидат с наибольшим количеством голосов становится победителем. Конституционный суд контролирует правильность избирательной пригодности, проведения выборов и результатов выборов.

### Парламентские выборы
Члены Национального собрания, однопалатного парламента Республики Нигер, избираются всеобщим свободным прямым равным и тайным голосованием. Предусмотренный законодательный срок — пять лет. Право на участие имеют граждане Нигера с минимальным возрастом 21 год. Кандидаты включаются в списки политических партий, партийных союзов или независимых кандидатов, при этом не менее 75 % кандидатов в списке должны иметь диплом об окончании начальной школы. Решения о допустимости кандидатов и действительности выборов принимаются Конституционным судом.

### Местные выборы и референдумы
С децентрализацией, начатой в конце 1990-х годов, выборы были также введены в общенациональном масштабе на уровне регионов и муниципалитетов. На местных выборах гражданские трибуналы первой инстанции отвечают за определение правомочности кандидатов, а также за наблюдение за выборами и публикацию их результатов. Конституция Нигера также предусматривает возможность проведения референдумов.